# Diotisalvi Neroni

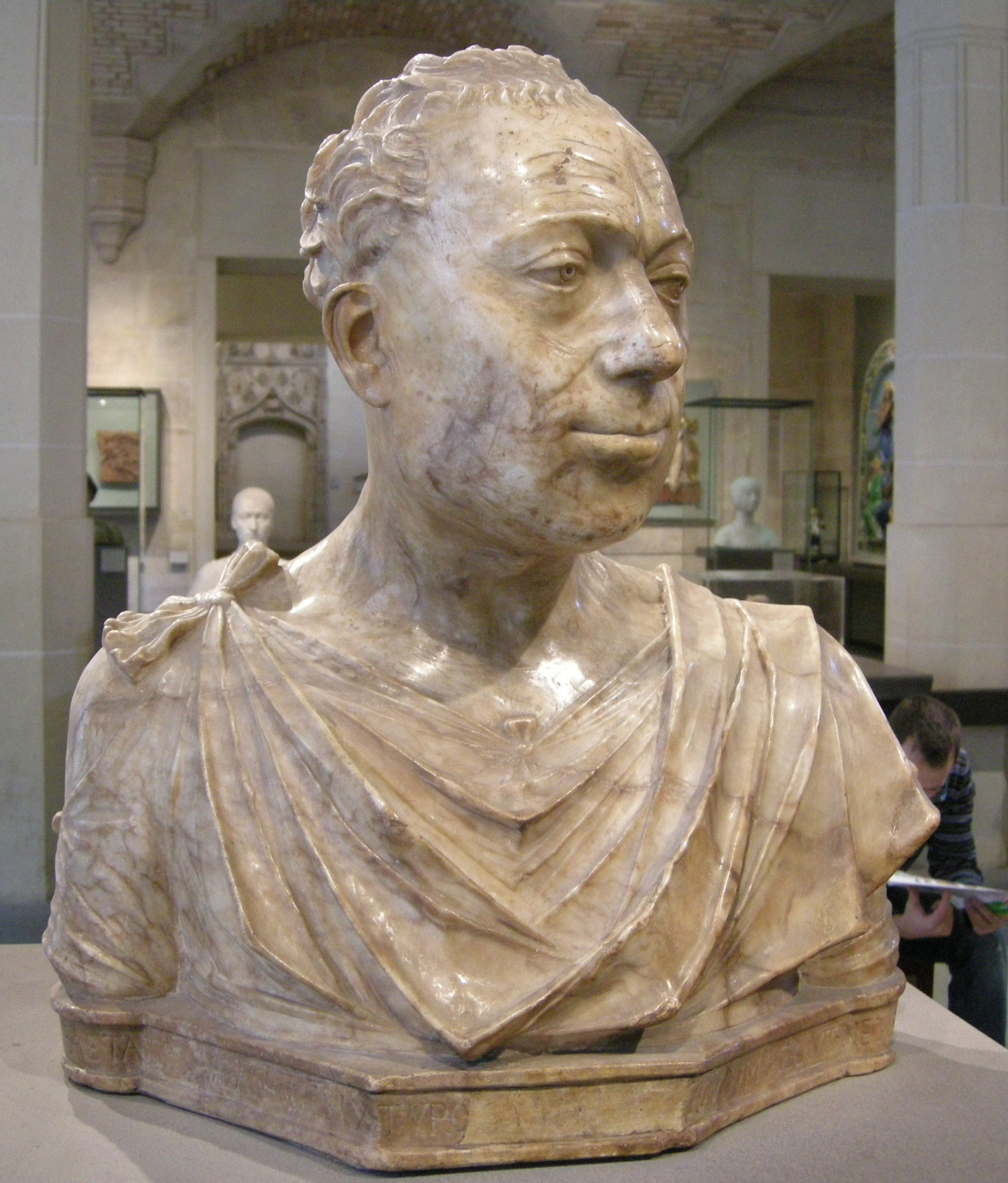
Busto de Diotisalvi por Mino da Fiesole, atualmente no Louvre, Paris.

Diotisalvi Neroni (1401 – 4 de agosto de 1482) foi um político italiano do século XV.

## História
Diotisalvi nasceu em Florença e foi nomeado para diversas posições importantes no governo da cidade. Foi embaixador em Milão e um dos protagonistas da Paz de Lódi de 1454.
Um dos principais conselheiros de Cosmo de Médici, o Velho, ajudou-o a retornar do exílio para Florença e ele chegou a recomendar que a cidade fosse governada por Diotisalvi depois de sua morte, mas as incompetência e tirania demonstrada pelo filho de Cosmo, Pedro, o Gotoso, obrigou Neroni a participar do complô de 1466 contra ele, liderado por Luca Pitti, Angelo Acciaiuoli e Niccolò Soderini. Pedro, porém, foi alertado da trama e esmagou seus adversários. Neroni e seus filhos foram declarados rebeldes e suas propriedades e bens, confiscados.
Diotisalvi mudou-se para a Sicília e, posteriormente, para Ferrara, onde foi recebido por Borso d'Este, Duque de Módena e Reggio, um dos conspiradores de 1466.
Morreu em Roma e foi sepultado em Santa Maria sopra Minerva. Há um busto dele, de Mino da Fiesole, no Louvre e um retrato de Domenico Ghirlandaio na Capela Sistina.